# Żurawce
Żurawce [pronunciación en polaco: /ʐuˈraftsɛ/] es un pueblo en el distrito administrativo de Gmina Lubycza Królewska, dentro del Distrito de Tomaszów Lubelski, Voivodato de Lublin, en el este de Polonia, cercano a la frontera con Ucrania. Se encuentra aproximadamente 13 kilómetros al sudeste de Tomaszów Lubelski y 119 kilómetros al sudeste de la capital regional, Lublin. El pueblo está localizado en la región histórica de Galicia.

## Personas notables
- Władysław Kowalski (1936–2017), actor